# Wertinternalisierung
Dieser Artikel wurde auf der Qualitätssicherungsseite des Portals Soziologie eingetragen. Dies geschieht, um die Qualität der Artikel aus dem Themengebiet Soziologie auf ein akzeptables Niveau zu bringen. Hilf mit, die inhaltlichen Mängel dieses Artikels zu beseitigen, und beteilige dich an der Diskussion. (Artikel eintragen)

Begründung: Von der Begrifflichkeit her redundant zu Internalisierung (Sozialwissenschaften), Artikel müssten zusammengeführt werden
Unter Wertinternalisierung versteht man in der Soziologie die Übernahme bzw. Verinnerlichung von Werten, die von Generation zu Generation weitergegeben werden. Diese Übertragung findet aber nicht ungefiltert statt, sondern in Abhängigkeit von weiteren Bedingungen und Faktoren, die beeinflussen, ob Werte korrekt weitergegeben werden oder ob ein Wertewandel zwischen den Generationen stattfindet. Wertinternalisierung in der Familie wird von folgenden Faktoren bestimmt:
- von den Eltern vertretene Erziehungskonzepte
- Charakteristika des Kindes (Temperament, Geschlecht, Vorerfahrungen mit Disziplinierungen etc.)
- die Entwicklungsphase, in der sich das Kind befindet
- die emotionale Wärme des Eltern-Kind-Verhältnisses
- die Wahrnehmung der elterlichen Botschaft durch das Kind und die Akzeptanz bzw. Ablehnung derselben
- die Beziehungsqualität der Eltern etc.

Auf das Kind abgestimmtes, klares, unmissverständliches, kohärentes und empathisches Argumentieren wirkt sich besonders gut auf die Wertinternalisierung aus.
Unter Machtausübung versteht man Verhalten, das für das Kind negative Konsequenzen hat, d. h. physische und psychische Gewalt (Missbilligung, Demütigung etc.). 
Leichte Machtausübung wie z. B. mit erhobener Stimme zu sprechen, kann dem Kind Wichtigkeit signalisieren und seine Aufmerksamkeit erzeugen, stärkere Machtausübung beeinträchtigt die Internalisierung von Werten und verhindert eine angstfreie und harmonische Beziehung zwischen Eltern und Kind. Auch Liebesentzug hat verheerende Effekte auf die kindliche Psyche, da ihm suggeriert wird, es habe die Eltern unglücklich gemacht und könne dies nur durch gutes Benehmen wiedergutmachen.
Für die Wertinternalisierung scheint es eine sensible Phase zu geben. Sehr junge Kinder besitzen noch keine ausgeprägte Fähigkeit abzuleiten, implizite Botschaften zu verstehen und auch die Perspektivübernahme einer anderen Person ist erst ab ca. acht Jahren möglich, daher erfolgt die Wertübernahme erst, wenn das Kind den notwendigen Reifegrad erreicht hat. Überschreitet das Kind allerdings ein bestimmtes Alter in der Jugendphase und gewinnt es an Autonomie, wird es weniger sensibel für die Wertübertragung.
Besonders entscheidend für die Effektivität der Disziplinierungsversuche ist aber das emotionale Verhalten dem Kind gegenüber. Eltern, die warm und empfänglich für seine Bedürfnisse und Wünsche sind, haben große Einflussmöglichkeiten.
Der Internalisierungsprozess umfasst zwei Schritte: die Wahrnehmung der elterlichen Botschaft, die von deren Klarheit und dem Alter und kognitiven Niveau des Kindes beeinflusst wird, und die Akzeptanz oder Ablehnung dieser Botschaft im zweiten Schritt. Wird die Botschaft der Eltern korrekt wahrgenommen und akzeptiert, erfolgt die Wertinternalisierung.
Wärme, Schutz und ein angstfreies Eltern-Kind-Verhältnis wirken sich positiv auf die Akzeptanz, nicht aber auf die korrekte Wahrnehmung aus. Botschaften werden am ehesten dann akzeptiert, wenn das Kind sie als angemessen und gerecht empfindet, motiviert ist und den Wert als selbsterzeugt ansieht.
Siehe auch: Wertewandel, Erziehung